# Со-Брена
Со-Брена́ (фр. Sault-Brénaz) — коммуна во Франции, находится в регионе Рона — Альпы. Департамент — Эн. Входит в состав кантона Ланьё. Округ коммуны — Белле.
Код INSEE коммуны — 01396.

## География
Коммуна расположена приблизительно в 410 км к юго-востоку от Парижа, в 45 км восточнее Лиона, в 45 км к югу от Бурк-ан-Бреса.
По территории коммуны протекает река Рона.

## Климат
Климат полуконтинентальный с холодной зимой и тёплым летом. Дожди бывают нечасто, в основном летом.

## Население
Население коммуны на 2010 год составляло 1043 человека.
| 1962 | 1968 | 1975 | 1982 | 1990 | 1999 | 2010 |
| ---- | ---- | ---- | ---- | ---- | ---- | ---- |
| 821  | 937  | 1059 | 1070 | 1014 | 974  | 1043 |

## Администрация
| Период | Период | Фамилия           | Партия | Примечания |
| ------ | ------ | ----------------- | ------ | ---------- |
| 1980   | 2000   | Поль Мартен       |        |            |
| 2000   | 2001   | Пьер Равье        |        |            |
| 2001   | 2014   | Марсьяль Монтегре |        |            |

## Экономика
В 2010 году среди 663 человек трудоспособного возраста (15—64 лет) 490 были экономически активными, 173 — неактивными (показатель активности — 73,9 %, в 1999 году было 64,4 %). Из 490 активных жителей работали 419 человек (239 мужчин и 180 женщин), безработных было 71 (33 мужчины и 38 женщин). Среди 173 неактивных 36 человек были учениками или студентами, 62 — пенсионерами, 75 были неактивными по другим причинам.

## Фотогалерея

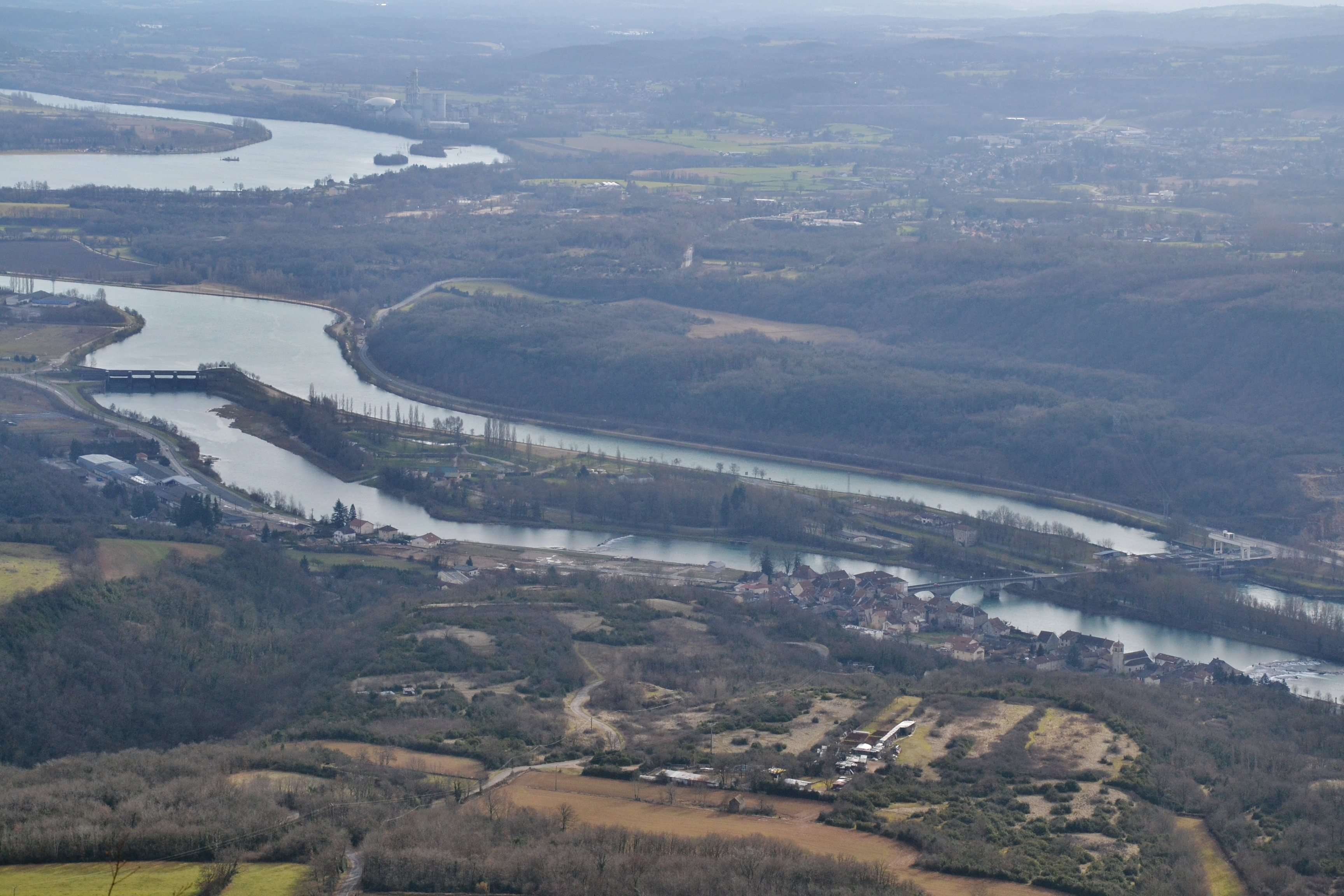
Со-Брена и река Рона
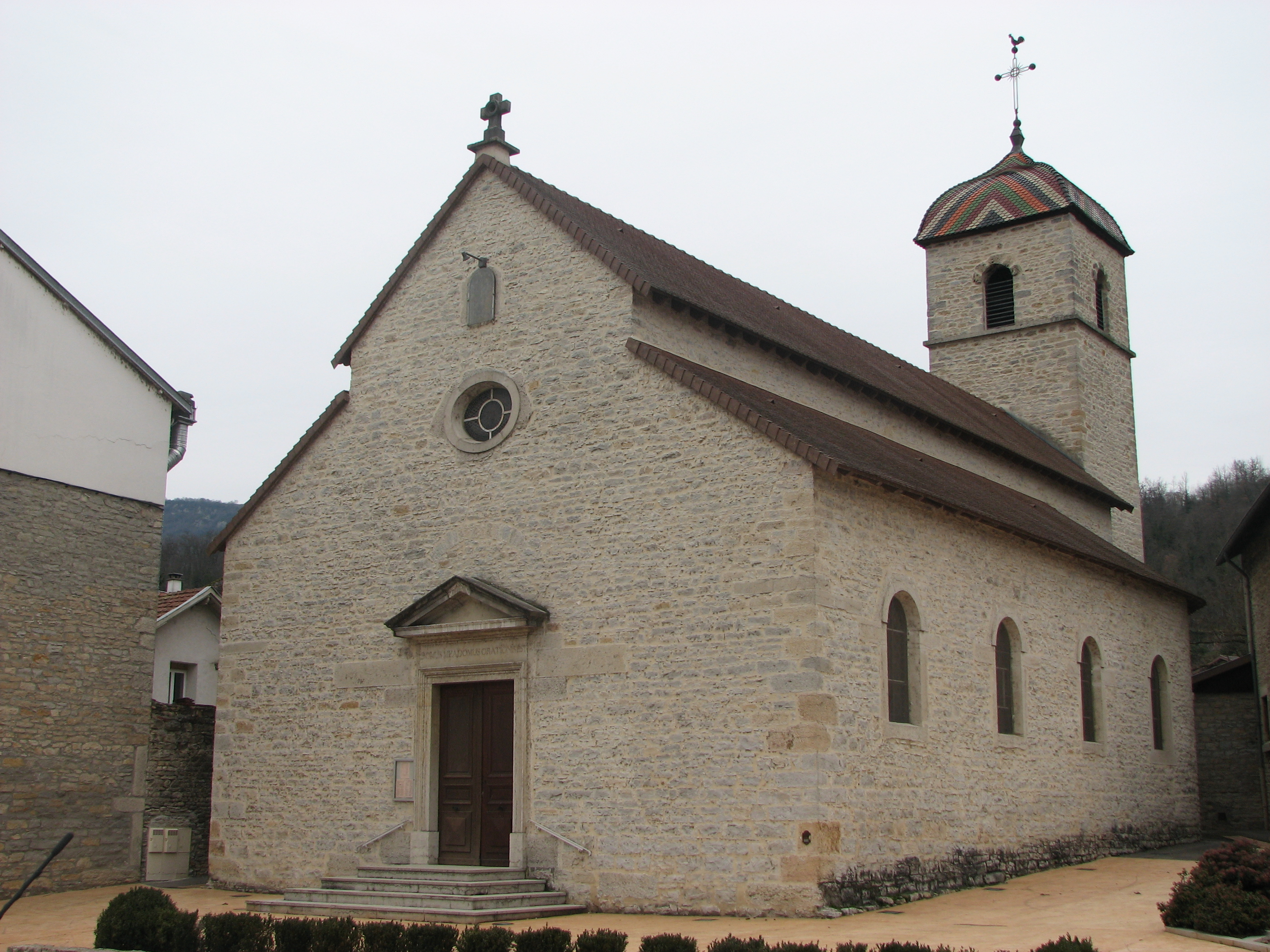
Церковь в Со
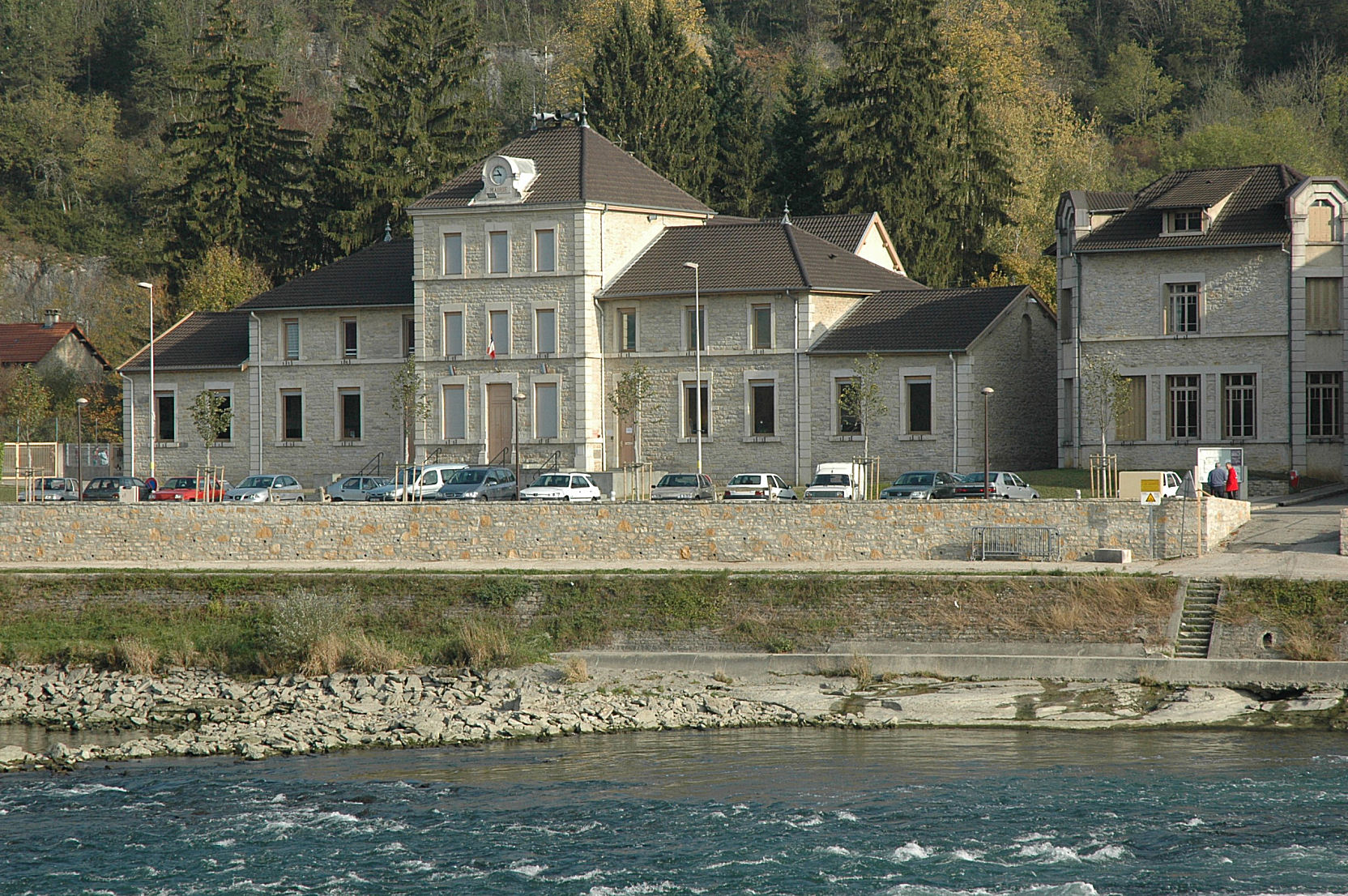
Мэрия